# Alma mater

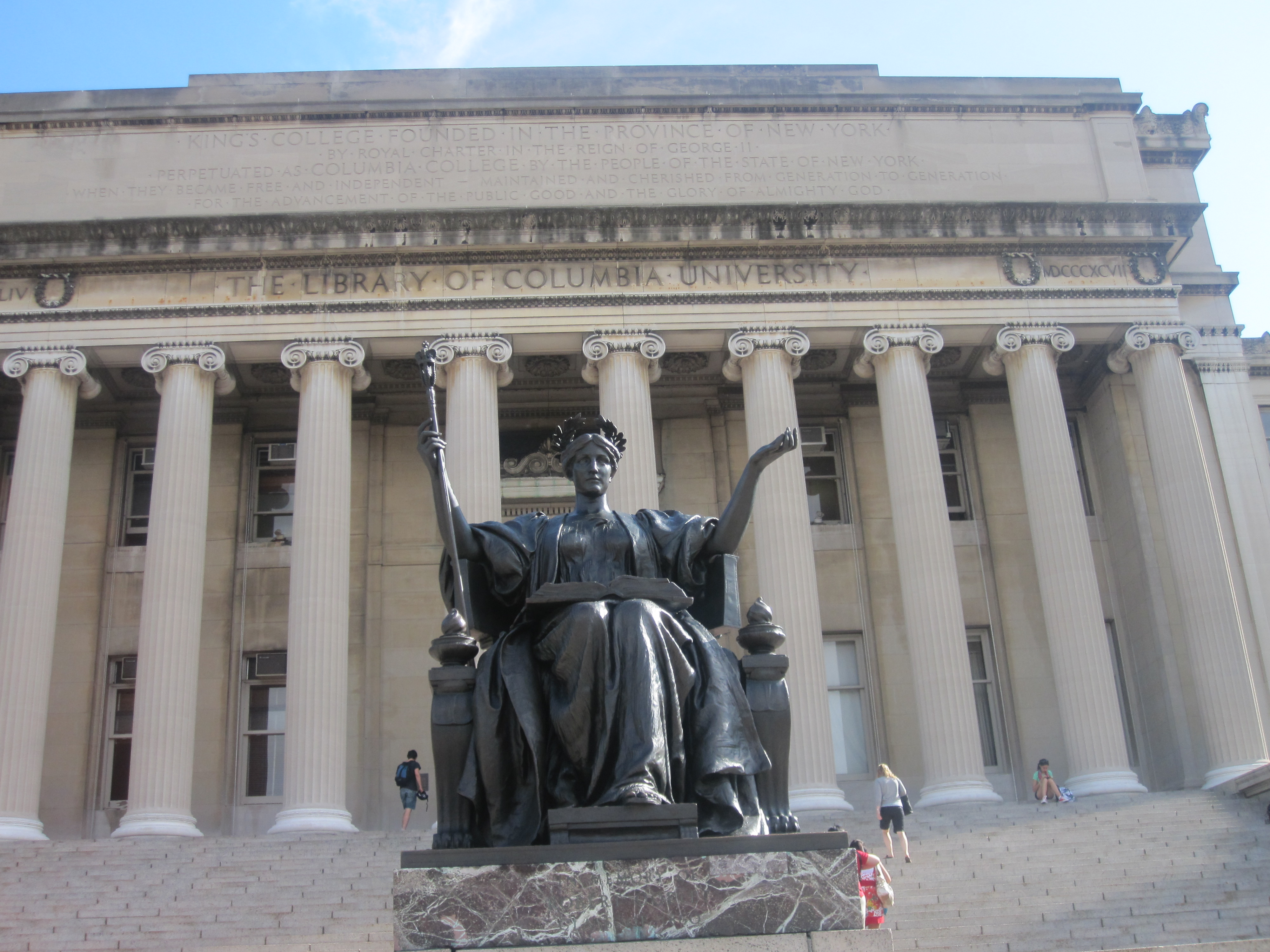
Tượng alma mater phía trước thư viện Low của Đại học Columbia ở thành phố New York

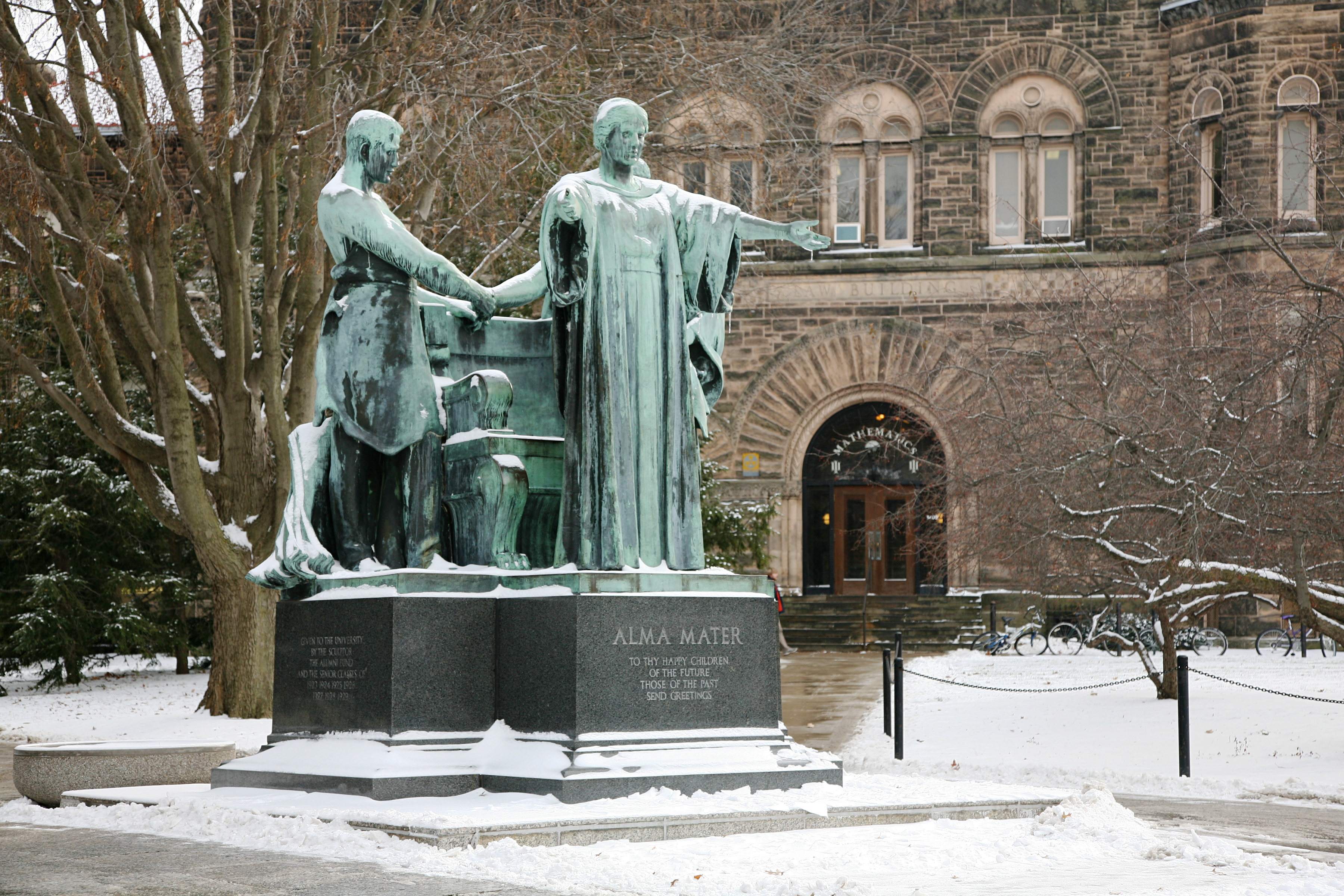
Tượng alma mater ở Đại học Illinois tại Urbana-Champaign

Alma mater (trong tiếng Latinh có nghĩa là mẹ cưu mang, tiếng Việt tạm dịch là mẫu hiệu – nghĩa là trường mẹ) được sử dụng trong thời La Mã cổ như là chức danh dành cho nhiều vị thánh mẫu khác nhau, đặc biệt là Ceres hay Cybele, và người Kitô giáo Trung Cổ dùng để chỉ Đức mẹ Maria.

## Thuật ngữ Latinh
Trong thời hiện đại, tên gọi "alma mater" thường để chỉ một trường học, trường đại học mà một người đã trải qua những năm có tính quyết định tương lai sự nghiệp của mình từ trường đó. Điều này thường được diễn giải với ý nghĩa rằng chính nơi đó là nơi mà một người đã nhận lấy được bằng cấp đầu tiên của mình hay bằng cấp tiến sĩ hay cả hai. Thuật từ này cũng có thể ám chỉ đến một bài hát hay khúc hát ca ngợi có liên quan với một trường đại học.
Thuật từ này gần như luôn được sử dụng trong tiếng Anh theo thể đơn (số ít). Theo tiếng Latin, số nhiều là almae matres.
Trong khuôn viên Đại học Columbia ở các bậc thang trước thư viện Low có một tượng đồng Alma Mater nổi tiếng của Daniel Chester French. Đại học Illinois tại Urbana-Champaign cũng có một tượng Alma Mater của Lorado Taft.
Alma Mater Studiorum cũng là khẩu hiệu của Đại học Bologna, trường đại học hoạt động liên tục xưa nhất trên thế giới được thành lập năm 1088.
Tại Đại học Queen ở Kingston, tỉnh bang Ontario, Canada cũng như tại Đại học British Columbia ở Vancouver, tỉnh bang British Columbia, ban điều hành hội học sinh của các trường này được gọi là Alma Mater Society.